# Суперкислоти
Суперкисло́ти — речовини або суміш речовин, параметр кислотності яких перевищує кислотність 100% сульфатної кислоти. У цьому випадку параметр кислотності приймається як здатність кислоти протонувати довільну основу і фактично збігається з функцією кислотності Гаммета.
Отже суперкислоти мають від'ємне значення pKa. Для розділення їх сили використовують функцію кислотності Гаммета — {\displaystyle H_{0}}.

## Хімізм
Для сульфатної кислоти параметр кислотності становить H0 — 12,2. Прості суперкислоти до яких належать, наприклад, трифторметансульфонова (CF3SO3H) і фторсульфонова (FSO3H) кислоти приблизно в тисячу разів сильніші сульфатної. Ще сильнішою є фторантимонова кислота, що утворюється із пентафториду стибію (SbF5) та безводного фтороводню (HF). При комбінуванні HSO3F з SbF5 фактор кислотності збільшується у 103 рази. Ця суміш реагує навіть з алканами. Її називають «магічною кислотою» за властивість розчиняти віск.
Суперкислота є не окремою сполукою, а власне системою сполук, що суміщаються для досягнення високої кислотності. У водних розчинах однак не можна довести що кислота є суперкислотою, оскільки ступінь дисоціації не може бути більшим 100%. Це нівелюючий ефект води.

## Історія
Термін суперкислота був введений Джеймсом Конантом у 1927 році для класифікації сильніших кислот, ніж звичайні мінеральні кислоти. У 1994 році Джордж Ола був удостоєний Нобелівської премії за своє дослідження суперкислот та їх застосування для прямого спостереження карбокатіонів (С+).